# Збірна Макао з хокею із шайбою
Збірна Макао з хокею із шайбою — національна чоловіча збірна команда Макао, яка представляє країну на міжнародних змаганнях з хокею. Функціонування команди забезпечується Хокейною федерацією Макао, яка є членом ІІХФ.

## Історія
Свій перший матч на міжнародній арені збірна Макао провела 6 січня 2003 року проти збірної Гонконгу. Матч завершився нищівною поразкою Макао з рахунком 1:30. У 2007 році збірна Макао домоглася найвищого досягнення у своїй історії, посівши 11 місце на Зимових Азійських іграх.

## Статистика зустрічей на міжнародній арені
Станом на 26 травня 2009 року.
| Команда                    | І | В | Н | П | ШЗ | ШП |
| -------------------------- | - | - | - | - | -- | -- |
| Індія                      | 3 | 2 | 0 | 1 | 8  | 5  |
| Гонконг                    | 6 | 0 | 1 | 6 | 9  | 65 |
| Монголія                   | 1 | 0 | 0 | 1 | 1  | 4  |
| Малайзія                   | 1 | 0 | 0 | 2 | 1  | 11 |
| Об'єднані Арабські Емірати | 1 | 0 | 0 | 1 | 0  | 7  |
| Китайський Тайбей          | 1 | 0 | 0 | 1 | 0  | 9  |
| Кувейт                     | 1 | 0 | 1 | 2 | 4  | 19 |
| Китай                      | 1 | 0 | 0 | 1 | 0  | 26 |
| Таїланд                    | 2 | 0 | 0 | 3 | 2  | 15 |
| Сінгапур                   | 2 | 0 | 1 | 2 | 4  | 13 |